# Skip Engblom
Skip Engblom (* 4. Januar 1948 in Hollywood, Kalifornien) ist ein US-amerikanischer Unternehmer und Co-Gründer des Zephyr-Teams, auch bekannt als Z-Boys.

## Biographie
Schon in sehr jungen Jahren stand Engblom auf dem Surfbrett und entwickelte dadurch eine starke Affinität zu dem Sport, welche zu dieser Zeit eher als Underdog- bzw. Hippiesport angesehen wurde. In einem Teil von Santa Monica, dem heruntergekommenen Viertel namens Dogtown (Der Name wurde von Skip und Craig erfunden) gründete er zusammen mit Craig Stecyk und Jeff Ho 1972 den Jeff Ho and Zephyr Surf Board Productions. Grund dafür waren vor allem die gemeinsamen Surfsessions im Pacific Ocean Park Pier, welches ursprünglich ein großer Vergnügungspark war, der Ende der 60er Jahre aufgrund mangelnder Besucherzahlen schließen musste. Ziel des Geschäftes war es, Surfbretter herzustellen, welche die Einstellung und Wahrnehmung der Surfer der Umgebung reflektierten.
Im Alter von 24 war Engblom der Kopf des Zephyr Surf Shops, welcher in der Mitte von Dogtown seine Niederlassung hatte. Jeff Ho designte die Bretter und Craig Stecyk bemalte diese mit den Designs, welche vom Leben und den Subkulturen der Stadt geprägt waren. Das Geschäft, bald bekannt für seine ausgefallenen Bretter war Aushängeschild der Untergrundbewegungen im Surfsport und bildete einen Gegenpol zu den konventionellen Surfkulturen zu jener Zeit.
Bald darauf formte Engblom mit anderen Surfern zusammen das Zephyr Surf Team, welches vorwiegend aus jungen Surfern bestand, die auch in Dogtown lebten. Um in das Team aufgenommen zu werden, mussten die Aspiranten das Pacific Ocean Park Pier von fremden Surfern freihalten, da das Areal ausschließlich vom Zephyr Team okkupiert wurde. Jene jungen Surfer mussten also dafür sorgen, dass dies auch langfristig gewährleistet war. Skip Engblom kümmerte sich um jene neue Generation, welche meist aus zerrütteten Familienverhältnissen kam und bot den Kindern mit dem Zephyr Shop unter anderem auch einen Sammelpunkt, um sich von ihren kaputten Fundamenten zu lösen.
Zur gleichen Zeit entdeckte Frank Naceworthy Polyurethane für die Verwendung für Rollen (Wheels) und belebte mit Cadillac Wheels den Skateboardsport wieder. Skip Engblom sah das Potential in dieser Erfindung und wollte der neuen Generation eine Beschäftigung geben, daher formte er 1975 das Zephyr Skate Team und versorgte die Jugendlichen mit Brettern und Kleidung, um an den angekündigten Staatsmeisterschaften in Del Mar teilzunehmen.
Der Auftritt des Zephyr Skate Teams in Del Mar bereitete Skip zuerst kleine Erfolge im Verkauf seiner Produkte, jedoch konnte er den immer populärer werdenden jungen Skatern nicht dasselbe bieten wie große Unternehmen wie Bahne Skateboards oder G&S, welche immer mehr seiner Fahrer unter Vertrag nahmen. Zu jenen aufstrebenden Skatern gehörten unter anderem Stacy Peralta, Tony Alva, Shogo Kubo, Jay Adams und Wentzle Ruml.
1976 musste Skip Engblom den Zephyr Surf Shop aufgrund sinkender Umsätze schließen. Zwei Jahre später gründete er zusammen mit zwei Partnern die Firma Santa Monica Airlines, die heute neben Alva Skateboards und Dogtown Skateboards zu den ältesten Firmen aus dieser Gegend zählt, die noch Skateboards und entsprechende Accessoires herstellen.
Engblom spricht über seine Zeit mit dem Zephyr Team in der 2001 erschienenen Dokumentation Dogtown & Z-Boys und hat auch einen kleinen Gastauftritt in der Hollywoodfassung Lords of Dogtown.